# Kazimierz Moskal (polityk)
Kazimierz Marian Moskal (ur. 2 lutego 1962 w Żyrakowie) – polski polityk, nauczyciel i samorządowiec, poseł na Sejm V, VI, VII, VIII i IX kadencji.

## Życiorys
W 1988 ukończył studia z zakresu historii na Wydziale Humanistycznym Wyższej Szkoły Pedagogicznej w Krakowie. Kształcił się podyplomowo w zakresie administracji publicznej (Uniwersytet Jagielloński, 1996) oraz europeistyki o specjalności administracja publiczna (Uniwersytet Rzeszowski, 2004). Prowadził własną działalność gospodarczą, następnie w latach 1991–2005 pracował jako nauczyciel i dyrektor szkół w Dębicy.
Od 1998 do 2005 zasiadał w radzie miasta i gminy Ropczyce. W 2005 z listy Prawa i Sprawiedliwości (do którego wstąpił w 2003) został wybrany na posła w okręgu rzeszowskim. W wyborach parlamentarnych w 2007 po raz drugi uzyskał mandat poselski, otrzymując 21 612 głosów. W wyborach w 2011 z powodzeniem ubiegał się o reelekcję (z poparciem 14 234 głosujących). W 2015 i 2019 był ponownie wybierany do Sejmu, otrzymując odpowiednio 24 128 głosów oraz 17 444 głosy.
We wrześniu 2020 został przez prezesa PiS Jarosława Kaczyńskiego zawieszony w prawach członka partii za złamanie dyscypliny klubowej, głosując przeciwko nowelizacji ustawy o ochronie zwierząt; zawieszenie wygasło w listopadzie tegoż roku. Nie kandydował w kolejnych wyborach w 2023.
W 2024 został natomiast wybrany na urząd burmistrza Ropczyc, wygrywając w pierwszej turze głosowania.

## Życie prywatne
Jest żonaty, ma czworo dzieci.